# Рабон, Израэль
Израэль (Исроэл) Рабон (настоящее имя и фамилия — Израэль (Исроэл) Рубин) (идиш ישראל ראַבאָ‎; пол. Izrael Rabon; 1900, Говарчув, Царство Польское — 1941, Вильнюс, Литва) — польско-еврейский писатель, поэт, переводчик, редактор журналов, литературный критик. Свои произведения писал на идише.

## Биография
Родился в бедной еврейской семье в Говарчуве в 1900 году. С 1902 года жил в польском городе Лодзь со своей матерью Деборой, отцом Шимоном, братом и двумя сёстрами. Окончил хедер, какого-либо ещё формального образования не получил, был самоучкой, прочитал большое множество книг, изучал польский, немецкий и французский языки. В возрасте 14 лет написал первые стихи, которые публиковались в лодзинской еврейской прессе, позже начал публиковать рассказы, повести и романы. В 1920 году участвовал в боях советско-польской войны в составе 1-й литовско-белорусской дивизии.
В 1923—1924 годах редактировал журнал Швельн. В 1938 году основал и редактировал литературный журнал «Ос» (Буква), в котором публиковался под псевдонимами. В 1939 году, с началом немецкого вторжения, бежал в Вильно.
По свидетельству Шмерке Качергинского, Исроэл Рабон был убит немцами в 1941 году в ходе одного из массовых расстрелов в Понарах, но достоверно его судьба неизвестна.

## Творчество
Израэль Рабон — один из выдающихся еврейских писателей «потерянной литературы» межвоенного периода Польши. Много писал и издавал, но бо́льшая часть его произведений, написанная на идише, утрачена в годы Холокоста.
Автор поэтических сборников. В поэзии Рабона характерны настроения одиночества личности в обществе и изоляции евреев в нём — «Унтерн плойт фун дер велт» (Под забором мира, 1928), «Лидер» (Стихи, 1939), «Йиднфрэсэр» (Юдофобы).
Неоконченной осталась повесть о жизни лодзинской бедноты «Bałuty» (1934).
Популярностью пользовались повесть «Ди гас» (Улица) и ряд других произведений, в том числе гротескные и сенсационно-бульварные повести Рабона. Кроме того, занимался переводами на идиш произведений польских, немецких и французских поэтов.
Повесть «Улица» переводится и издаётся до наших дней. Её действие происходит в межвоенной Польше, где главный герой — демобилизованный из польской армии, осиротевший бездомный еврей, бесконечно одинокий среди равнодушной толпы.

## На русском языке
- Улица. М.: Текст—Книжники, 2014.
- Балут. Jaromir Hladik Press, 2024.